# いて座ガンマ2星
いて座γ2星 (γ2 Sgr) は、いて座の恒星で3等星。固有名はアルナスル (Alnasl)。

## 概要
K型の巨星で、既に中心核では水素の核融合を終えてヘリウムの核融合が進んでいる段階である。分光法による観測結果から伴星の存在が示唆されているが、詳しいことは何もわかっていない。
近くに見える5等星のγ1星は、太陽系から1,500光年以上とこの星の15倍以上遠くにあり、見かけの二重星の関係である。
この星とδ星を結ぶ線分を同じ長さだけ西側に伸ばし、そこから1.5度ほど北を見ると、天の川銀河の中心部に辿り着く。

## 名称
固有名はアルナスル (Alnasl)。これは、アラビア語で「矢じり」を意味する al-naşl に由来する。本来は naşl の語頭の n の影響で「アンナスル」と発音するものだが、ヨーロッパに伝わった際に文字のままに読まれて「アルナスル」とされたものである。2016年8月21日に国際天文学連合の恒星の命名に関するワーキンググループ (Working Group on Star Names, WGSN) は、Alnasl をいて座γ2星の固有名として正式に承認した。